# Atherigona hyalinipennis
Atherigona hyalinipennis este o specie de muște din genul Atherigona, familia Muscidae, descrisă de Fritz Isidore van Emden în anul 1959. Conform Catalogue of Life specia Atherigona hyalinipennis nu are subspecii cunoscute.